# Henryk Edel Kryński
Henryk Edel Kryński (ur. 27 kwietnia 1905, zm. 24 grudnia 1987) – polski ekonomista, profesor zwyczajny nauk ekonomicznych, członek Komitetu Ekonomicznego Polskiej Akademii Nauk, działacz państwowy, zajmujący się polityką regionalną (ze szczególnym uwzględnieniem Ziem Odzyskanych), zastosowaniem matematyki w wyższym szkolnictwie ekonomicznym i gospodarce oraz polityką i planowaniem ekonomicznym.

## Życiorys
Ojciec, Antoni Edel Kryński, z matką, Anną z domu Szymańską, byli właścicielami małego gospodarstwa rolnego. Prof. Kryński miał jednego brata, Karola. Szkołę podstawową i średnią ukończył we Lwowie, tam też w 1932 skończył studia na Wydziale Matematyczno-Przyrodniczym Uniwersytetu Jana Kazimierza uzyskując tytuł: magister filozofii w zakresie matematyki, specjalność: zastosowanie matematyki w ekonomii. Po studiach pracował jako nauczyciel matematyki i fizyki w szkołach średnich w latach 1935–1939 (w Warszawie) i 1939-1945 (we Lwowie). Do Gdańska przybył w maju 1945, gdzie 3 listopada 1945 r. poślubił Irenę Krzemińską Czermińską. Państwo Kryńscy mieli dwie córki, Annę i Ewę.
Kolejne stopnie naukowe i zajmowane stanowiska akademickie:
- 13 marca 1959 stopień doktora nauk ekonomicznych
- 13 grudnia 1962 profesora nadzwyczajnego w Wyższej Szkole Ekonomicznej w Sopocie (WSE),
- 29 października 1973 profesor zwyczajny[1][3].

### Pełnione funkcje zawodowe
- 1945–1950 Kierownik Działu Planowania w Zjednoczeniu Przemysłu Drzewnego Okręgu Pomorskiego w Gdańsku
- 1950–1952 Szef planowania w Regionalnym Biurze Planowania, a następnie wiceprzewodniczący Wojewódzkiej Komisji Planowania Gospodarczego w Gdańsku
- 1950–1957 Zatrudniony w Wyższej Szkole Handlu Morskiego (WSHM) na stanowisku zastępcy profesora, a następnie profesora kontraktowego (przed przekształceniem (WSHM) w (WSE) w roku 1957)
- 1957–1970 Kierownik Katedry Polityki Ekonomicznej Planowania oraz Kierownik Zakładu Matematyki na WSE
- 1958–1968 Kierownik Katedry Ekonomii Politycznej Politechniki Gdańskiej
- 1960–1969 Członek Komitetu Ekonomicznego PAN
- 1970–1975 Po włączeniu WSE do Uniwersytetu Gdańskiego (UG) Kierownik Zakładu Planowania Gospodarczego w Instytucie Ekonomii Politycznej na Wydziale Ekonomiki Transportu, po zmianach organizacyjnych, na Wydziale Ekonomiki Produkcji.
- Od 1975 po przejściu na emeryturę pełnił funkcję kuratora naukowego Katedry Polityki Ekonomicznej i Planowania UG. Był zatrudniony na części etatu na UG do 1985.

W ramach popularyzacji wiedzy ekonomicznej, a w szczególności zastosowania matematyki w ekonomii, zorganizował i był kierownikiem studium podyplomowego „Zastosowanie metod matematycznych w gospodarce” oraz „Studium podyplomowego dla nauczycieli przedmiotów ekonomicznych” przy WSE w Sopocie.

### Pełnione funkcje społeczne
- od 1950 r. Przewodniczący Ogólnobiologicznej Sekcji – Oddziału Gdańskiego Polskiego Towarzystwa Ekonomicznego (OG PTE),
- 26 stycznia 1952 – 16 listopada 1954 Prezes OG PTE[4]
- 1961–1964 Z-ca Przewodniczącego Rady Naukowo-Ekonomicznej przy Prezydium Wojewódzkiej Rady Narodowej
- Członek Rady Naukowej Instytutu Bałtyckiego (od jego powstania)
- Członek Ośrodka Badań Ekonomiki Transportu Polskich Kolei Państwowych (od jego powstania)

Miejsce spoczynku prof. Henryka Edela Kryńskiego i jego żony Ireny znajduje się na cmentarzu „Srebrzysko” w Gdańsku.

## Dorobek naukowy
Pod kierunkiem naukowym prof. H.E. Kryńskiego obroniono ponad 250 prac magisterskich oraz 370 prac dyplomowych. Spośród 26 wypromowanych doktorów, niektórzy uzyskali tytuły profesorskie, między innymi Halina Różańska i Adam Skrzypek na Politechnice Gdańskiej. 
Publikacje naukowe:
| Rodzaj   | Liczba |
| -------- | ------ |
| Książki  | 12     |
| Skrypty  | 17     |
| Artykuły | 22     |

Przytoczone poniżej opinie potwierdzają wysoki poziom prac profesora oraz wiele mówią o nim jako o człowieku i o jego krytycznym stosunku do socjalistycznych zasad gospodarowania w PRL-u.
 „Był niskiego wzrostu, pomagający sobie laską przy chodzeniu. Był wymagający, ale sprawiedliwy w ocenianiu, prowadził interesujące wykłady w zakresie planowania gospodarczego. Zapamiętałem go, gdyż moją piętą achillesową była matematyka, a na egzaminach u niego otrzymałem oceny dobre i wspomógł mnie po latach swoim podręcznikiem przy nostryfikacji dyplomu w Kopenhadze. Grono profesorów stwierdziło w 1970 r., że poziom prezentowany w podręczniku H. E. Kryńskiego jest wyższy od programu na duńskiej uczelni. Kryński przez planowanie gospodarcze rozumiał modele matematyczno – statystyczne w nauce ekonomii, czyli ekonometrię. (...) Podczas jednego z wykładów docent Kryński zadał studentowi pytanie: – Niech nam pan powie, jaka jest różnica między gospodarką planową w krajach demokracji ludowej, a programowaniem w kapitalizmie? Odpowiedzi, bo i inni także zabrali głos – koncentrowały się na sferze politycznej – były po prostu gadaniem nic niemówiącym o istocie zagadnienia, ale wywody ideologicznie były prawidłowe. Wykładowca, rasowy matematyk, z usłyszanych odpowiedzi rzecz jasna nie był zadowolony. Nieco zirytowany sam wyjaśnił, że w gospodarce planowej wykonanie zawsze odbiega od założonego planu, natomiast programowanie produkcji w kapitalizmie jest zbliżone do wykonawstwa. Przekładając to na język bardziej zrozumiały, mówił, że w tzw. socjalizmie plany wykonuje się propagandowo ponad plan, ale na rynku brakuje towarów, natomiast na Zachodzie produkcja jest zbliżona do potrzeb ludności i z reguły na rynku towarów nie brakuje.”.
„…wydania tej książki („Matematyka dla ekonomistów”) świadczą wyraźnie o znaczeniu tej pracy, przede wszystkim jako najbardziej popularnego podręcznika akademickiego. Szereg jednak partii tej książki wyraźnie przekracza ramy podręcznika ze względu na swe istotne wartości teoretyczne związane z analizą procesów produkcyjnych oraz modelowaniem rozwoju ekonomicznego”.

## Ordery i odznaczenia
- Krzyż Kawalerski Orderu Odrodzenia Polski (1973)[10]
- Medal Komisji Edukacji Narodowej (1980)
- Odznaka honorowa „Zasłużonym Ziemi Gdańskiej” (1972)
- Srebrna Odznaka „Za zasługi dla transportu PRL” (1982)
- Złota Odznaka PTE (1960)[1][2]